# Averåfjäll
Averåfjäll är ett naturreservat i Torsby kommun i Värmlands län.
Området är naturskyddat sedan 2001 och är 110 hektar stort. Reservatet omfattar ett område på Averåfjället med mager barrskog, höjden Averåknarten och myrmark.